# Ophiorrhiza hainanensis
Ophiorrhiza hainanensis är en måreväxtart som beskrevs av Y.C.Tseng. Ophiorrhiza hainanensis ingår i släktet Ophiorrhiza och familjen måreväxter. Inga underarter finns listade i Catalogue of Life.